# Angelo Zaccaria
Angelo Zaccaria (Ravenna, 12 aprile 1917 – Pescincanna, 18 marzo 1944) è stato un militare e aviatore italiano, che come pilota di grande esperienza della Regia Aeronautica partecipò alla seconda guerra mondiale venendo decorato più volte per il valore dimostrato in combattimento.

## Biografia
Nacque a Ravenna il 12 aprile 1917 figlio di Goffredo. Il 24 gennaio 1938 acquisì, su Fiat AS.1, il brevetto di primo grado civile frequentando la scuola di volo della sua città natale. Il 9 giugno dello stesso anno si arruolò nella Regia Aeronautica, venendo promosso sergente il 22 dello stesso mese. Subito dopo fu mandato a frequentare la Scuola di pilotaggio di 1° periodo di Pescara, transitando poi in quella di Orvieto, ed infine alla Scuola Caccia di Foligno. Il 4 luglio 1939 entrò in servizio presso la 6ª Squadriglia del 14º Stormo Bombardamento Terrestre basata all'aeroporto di Benina, in Libia. Dopo l'entrata in guerra del Regno d'Italia, il 10 giugno 1940, partecipò alla fasi iniziali delle operazioni. A quella data la 6ª Squadriglia faceva parte del 44º Gruppo del 14º Stormo B. T. ed era basata sull'aeroporto di Tobruch-El-Adem. Il 5 gennaio 1941 il reparto, stremato dal ciclo operativo in Africa Settentrionale Italiana rientrò in Italia, portandosi il 13 marzo sull'aeroporto di Reggio Emilia in attesa di essere riequipaggiato.
Il 20 aprile egli fu trasferito presso la 174ª Squadriglia Ricognizione Strategica, basata sull'aeroporto di Ciampino sud. In seno a tale reparto ritornò ad operare in Africa Settentrionale rimanendo fino all'11 gennaio 1942 quando ritornò in patria. Trasferito momentaneamente al Gruppo C del 46º Stormo di Pisa, il 7 maggio raggiunse Lonate Pozzolo assegnato al Nucleo Addestramento Tuffatori. Al termine dell'addestramento entrò a far parte della 208ª Squadriglia Bombardamento a Tuffo operante dalla base libica di Castel Benito. Promosso sergente maggiore ritornò a Lonate Pozzolo, e su tale aeroporto si trovava l'8 settembre 1943, quando a Cassibile fu firmato l'armistizio con gli angloamericani.
In risposta all'appello lanciato dal tenente colonnello Ernesto Botto decise di aderire alla Repubblica Sociale Italiana, entrando nella neocostituita Aeronautica Nazionale Repubblicana. Fu assegnato alla 2ª Squadriglia del 1º Gruppo caccia "Asso di bastoni" dotata dei caccia Aermacchi C.205 Veltro. Tale reparto fu dapprima basato sull'aeroporto di Torino-Mirafiori, trasferendosi nel gennaio del 1944 su quello di aeroporto di Udine-Campoformido.
Nel tentativo di contrastare un'incursione dell'United States Army Air Forces portata da 350 bombardieri, con la scorta di 126 caccia, il 18 marzo 30 Macchi C.205 Veltro decollarono dall'aeroporto di Udine-Campoformido. Due caccia Lockheed P-38 Lightning intercettarono il suo velivolo sul cielo di Fiume Veneto. L'aereo fu colpito e il pilota, mentre si stava lanciando con il paracadute, fu mortalmente ferito dai proiettili sparati dagli aerei americani. Il corpo del pilota, con il paracadute semiaperto, toccò terra a Pescincanna, per essere successivamente seppellito nel cimitero di Ravenna.
Nel corso del 2013 il Gruppo Ricerche Storiche Aeronautiche di Udine, coordinato da Roberto Bassi, durante un apposito scavo ha ritrovato il relitto del caccia Macchi C.205V appartenente al sergente maggiore Zaccaria.

### Annotazioni
1. ↑  Equipaggiata con i bombardieri Savoia-Marchetti S.M.81 Pipistrello.
2. ↑  Equipaggiata con 8 bombardieri Savoia-Marchetti S.79 Sparviero.
3. ↑  Al comando del tenente colonnello pilota Enrico Maramalo della Minerva.
4. ↑  Al comando del colonnello pilota Giovanni Coppi.
5. ↑  In questa unità pilotò i cacciabombardieri Fiat C.R.42AS Falco e Fiat G.50bis A Saetta.
6. ↑  Tale incursione aveva come obiettivo gli aeroporti di Campoformido, Maniago, Lavariano e Villorba.
7. ↑  Si trattava di velivoli appartenenti all'82nd Fighter Group.
8. ↑  Secondo alcune fonti sembra che il pilota si fosse già lanciato quando fu mitragliato a distanza ravvicinata dal caccia Lockheed P-38 pilotato dal Lt. Philipps dell'82nd Fighter Group.

### Fonti
1. 1 2 3 4 5 6 7 8 9 10 11 12  Bassi 2013, p. 31.
2. 1 2 3 4 5  Pighin 13 ottobre 2013, Messaggero Veneto.
3. 1 2 3 4 5 6 7  JP4 Mensile di Aeronautica e Spazio 2013, p. 84.
4. ↑  Bollettino Ufficiale 1942, dispensa 19, pagina 908 registrato alla Corte dei Conti addì 2 ottobre 1942, registro n.8 Aeronautica, foglio n.146.
5. ↑  Bollettino Ufficiale 1942, dispensa 50, registrato alla Corte dei Conti addì 11 gennaio 1943, registro n.14 Aeronautica, foglio n.115.